# Wolfe+585, Senior
Hubert Blaine Wolfeschlegelsteinhausenbergerdorff, Sr., ook bekend als Wolfe+585, Senior (Hamburg-Bergedorf) is de korte naam van een zetter uit de Amerikaanse stad Philadelphia, die de langste persoonsnaam ooit heeft. Het getal "585" in zijn nog kortere naam staat voor het aantal extra letters in zijn volledige achternaam (in totaal 590). Zijn volledige 746-letterige naam is:
Adolph Blaine Charles David Earl Frederick Gerald Hubert Irvin John Kenneth Lloyd Martin Nero Oliver Paul Quincy Randolph Sherman Thomas Uncas Victor William Xerxes Yancy Zeus Wolfeschlegelsteinhausenbergerdorffvoralternwarengewissenhaftschaferswessenschafewarenwohlgepflegeundsorgfaltigkeitbeschutzenvonangreifendurchihrraubgierigfeindewelchevoralternzwolftausendjahresvorandieerscheinenwanderersteerdemenschderraumschiffgebrauchlichtalsseinursprungvonkraftgestartseinlangefahrthinzwischensternartigraumaufdersuchenachdiesternwelchegehabtbewohnbarplanetenkreisedrehensichundwohinderneurassevonverstandigmenschlichkeitkonntefortplanzenundsicherfreuenanlebenslanglichfreudeundruhemitnichteinfurchtvorangreifenvonandererintelligentgeschopfsvonhinzwischensternartigraum, Senior.

## Biografie
Wolfeschlegelsteinhausenbergerdorff, Sr. werd geboren in Duitsland en emigreerde later naar de Verenigde Staten. Hij zou zijn geboren op 29 februari 1904, maar hij zou ook 47 zijn geweest in een verhaal in de zomer van 1964. Hij werd zetter en was enige tijd lid van de American Name Society.
Zijn naam trok voor het eerst de aandacht toen deze verscheen in het telefoonboek van Philadelphia van 1938 op pagina 1292, rij 3, regel 17, en in een gerechtelijke uitspraak op 25 mei 1938: "Wolfeschlegelsteinhausenbergerdorf, Jr., [sic] etc., vs. Yellow Cab Co., petition for compromise settlement granted"—waarbij werd gespeculeerd dat er een deal zou zijn gesloten omdat men zijn naam niet zou hebben kunnen uitspreken.
In 1952 werd zijn zoon Hubert Blaine Wolfeschlegelsteinhausenbergerdorff, Jr. geboren. Deze kon op driejarige leeftijd zijn achternaam uitspreken.
In 1964 stelde een persbericht van Associated Press dat de IBM 7074-computer van een verzekeringsbedrijf de naam Wolfeschlegelsteinhausenbergerdorff niet kon verwerken, waardoor deze met de hand moest worden ingevoerd. Wolfeschlegelsteinhausenbergerdorff verklaarde aan verslaggever Norman Goldstein: "Wanneer iemand mijn naam noemt, heb ik geen enkel probleem om erachter te komen wie diegene bedoelt... Ik hou er niet van om gewoontjes te zijn." Versies van dit verhaal bevatten de oudste gevallen waarin de lange naam op papier was verschenen. Enkele versies droegen bij aan hexakosioihexekontahexafobie door het gerucht te verspreiden dat de naam exact 666 letters zou bevatten, maar er is geen enkele schrijfwijze die deze veronderstelling ondersteunt.
Hij verscheen in alle edities van het Guinness Book of Records van ongeveer 1975 tot 1985 als degene met de langste persoonsnaam. In 1983 verscheen enkel nog de 35-letterige variant van de naam in het Guinness Book; echter in de jaren 80 verdween de categorie.